# Накуру
Накуру (енгл. Nakuru) главни је град провинције Раседна долина и четврти град по броју становника у Кенији након Најробија, Момбасе и Кисумуа. Налази се у Великој раседној долини 150 км северно од Најробија. Административни статус града добио је 1952. на површини од 290 км² од чега 188 км² заузима Национални парк језера Накуру.

## Клима
Просечна годишња количина падавина је 900 милиметара. Температура се креће у распону од 10 °C ноћу до 26 °C дању.

## Становништво
Према попису из 1999, Накуру је имао 219.366 становника. Према проценама Владе Кеније из 2010, у граду Накуру живи око 550 хиљада становника. Годишња стопа раста становништва је 7% што врши притисак на осетљиве околне екосистеме и недовољно развијену инфраструктуру.

## Економски развој
Основне привредне делатности у граду су пољопривреда, туризам, индустрија и трговина. Пољопривредне културе које се узгајају у околини Накуруа су кафа, пшеница, јечам, раж, пасуљ и чине основу за прехрамбену индустрију. Језеро Накуру на административној територији града представља значајан туристички потенцијал који привлачи велики број туриста за сафари на коме могу видети ружичасте фламингосе, носороге, павијане, антилопе, зебре, биволе и друге животиње.

## Образовање
У граду Накуру постоји државни универзитет Егертон основан 1987, као наследник образовних институција основаних 1939. године. Поред државног универзитета у Накуруу се налази и приватни универзитет Кабарак, као и неколико института.

## Саобраћај
Накуру се налази на траси важних саобраћајних коридора. Панафрички друмски коридор од Момбасе до Лагоса пролази кроз Накуру, као и железничка пруга од Момбасе до Кампале.